# Щигры (Жиздринский район)
Щигры — село в Жиздринском районе Калужской области, в составе сельского поселения «Село Студенец».

## История
В «Списке населенных мест Калужской губернии» она упоминается как владельческая деревня при колодцах, в которой насчитывалось 85 дворов.
После реформы 1861 года вошла в Ловатскую волость Жиздринского уезда вместе с 11 другими селениями. В последующие годы в Щиграх была открыта земская школа.
Деревня относилась приходу Георгиевской церкви в селе Ловать, расположенной в 7 верстах к югу.
Своя церковь (деревянная) в Щиграх была построена на кладбище во второй половине 1910-х годов, после чего они стали считаться селом. В 1937 году церковь была закрыта советской властью, а иконы сожжены. Во время Великой Отечественной войны в 1941—1943 годах здание служило госпиталем, сначала русским, а затем немцам. При отступлении немецких войск в 1943 году было сожжена вместе с селом.
В 1920 году в составе Жиздринского уезда село было передано в Брянскую губернию. В 1929 году, с введением районного деления, вошло в Щигровсий сельсовет Жиздринского района Брянского округа Западной области. В 1937 году район был передан Орловской области, а в 1944 году — Калужской. В 1960-х года Щигровский сельсовет был упразднён, а Щигры переданы в Полюдовский, в который входили также посёлки Белые Ямы, Овсорокской, Турьевка и село Полюдово. После аварии на Чернобыльской АЭС все селения сельсовета попали в зону радиоактивного загрязнения.
В настоящее время село состоит из двух улиц, идущих параллельно друг другу, а между улицами заболоченное поле, имеющее систему подземных ключей, из которых создан пруд, служащий источником пресной воды. В деревне существует кладбище, заброшенное здание общей бани и магазина и около 50 домов, большая часть из которых разрушена или сгорела. В деревню приезжает автолавка и привозит продукты.

## Население
| 1859 | 1896 | 1897 | 1913 | 2002 | 2010 |
| ---- | ---- | ---- | ---- | ---- | ---- |
| 790  | 977  | 1072 | 1398 | 43   | 15   |

В настоящее время население деревни сильно сократилось, но летом увеличивается за счёт приезжающих потомков и «дачников».